# Католицизм в Болгарии

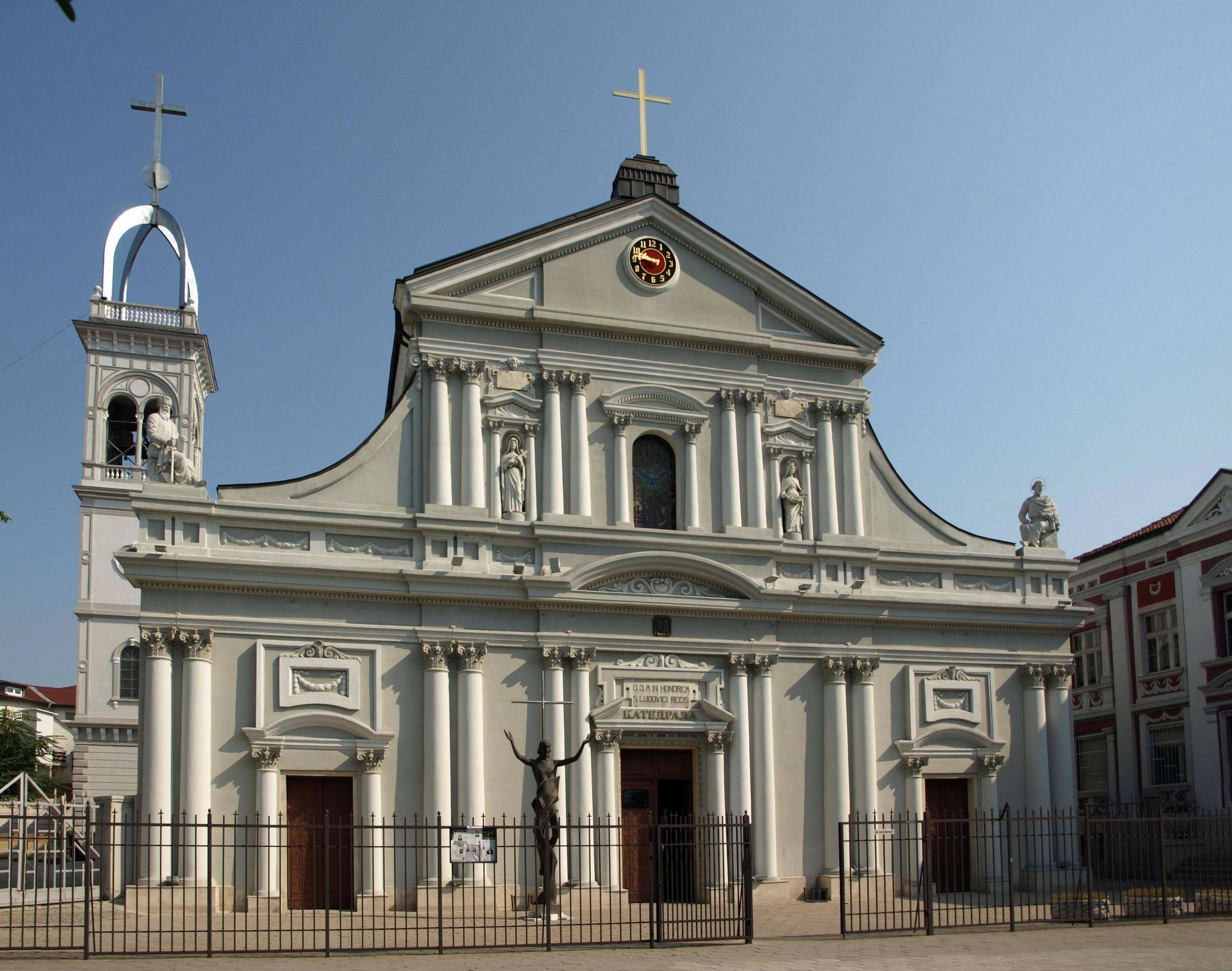
Собор Святого Людовика в Пловдиве

Католицизм в Болгарии. Католическая церковь Болгарии — часть всемирной Католической церкви.
Католицизм — четвертая по численности религиозная деноминация страны после православия, ислама и протестантизма. По данным переписи 2011 года в стране проживает 48 945 человек (0.85 % населения) римско-католического вероисповедания. Католические справочники приводят цифру около 60 000 человек католиков латинского обряда. Грекокатолики страны объединены в Болгарскую грекокатолическую церковь, их численность около 10 000 человек.
Католики страны принадлежат трём группам, различным по своему историческому происхождению. Первая — потомки переселенцев с Запада, в первую очередь потомки саксонских рудокопов на северо-западе страны и выходцев из колоний Рагузы. Вторая — потомки обращенных в католицизм павликиан. Большая часть этой общины проживает в Румынии и Сербии и известна как банатские болгары. Однако и в самой Болгарии есть значительное количество католиков этой группы, так, в городе Раковски католики составляют большинство населения. Третья группа — принявшие католичество в различные исторические периоды православные. Большая их часть принадлежит к грекокатоликам.

## История

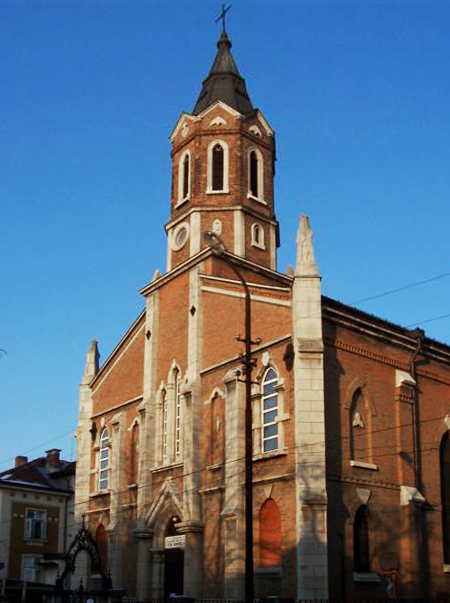
Собор Святого Павла Креста. Русе

Первые латинские миссионеры появились в Болгарии ещё до Великого раскола христианской церкви при Борисе I. После крещения болгарского народа из-за разногласий с патриархом Фотием Борис подчинил болгарскую церковь папе Николаю I, заключив с ним унию. Уния просуществовала четыре года, в 870 году Болгария перешла под омофор нового константинопольского патриарха Игнатия, который предоставил Болгарской епархии широкую автономию.
Ещё одна уния Болгарии со Святым Престолом была заключена в 1204 году при царе Калояне, она продлилась до 1235 года. После её падения вплоть до XVI века Католическая церковь не имела с Болгарией никаких связей, а в XIV веке Болгария была завоёвана Османской империей.
Новое появление католиков на территории страны датируется XVI веком. В страну начали переселяться исповедующие католицизм саксонские рудокопы и торговцы из адриатического города Рагуза (совр. Дубровник). Католические миссионеры развернули широкую деятельность по обращению в католичество остатков некогда многочисленной еретической секты павликиан и преуспели в этой деятельности, в XVII веке подавляющее большинство павликиан стали католиками. В 1601 году папа Климент VIII учредил Софийскую епархию, а в 1648 году папа Иннокентий X учредил епархию Никопола. По различным данным в Болгарии XVII века было от 5800 до 8000 католиков. Турецкое правительство сначала не мешало деятельности католических миссионеров, однако после того, как в 1688 году католическая община Чипровца стала ядром антитурецкого Чипровского восстания, турки начали преследование католической общины. Большая часть католиков Болгарии из-за репрессий бежала в Валахию и Славонию.

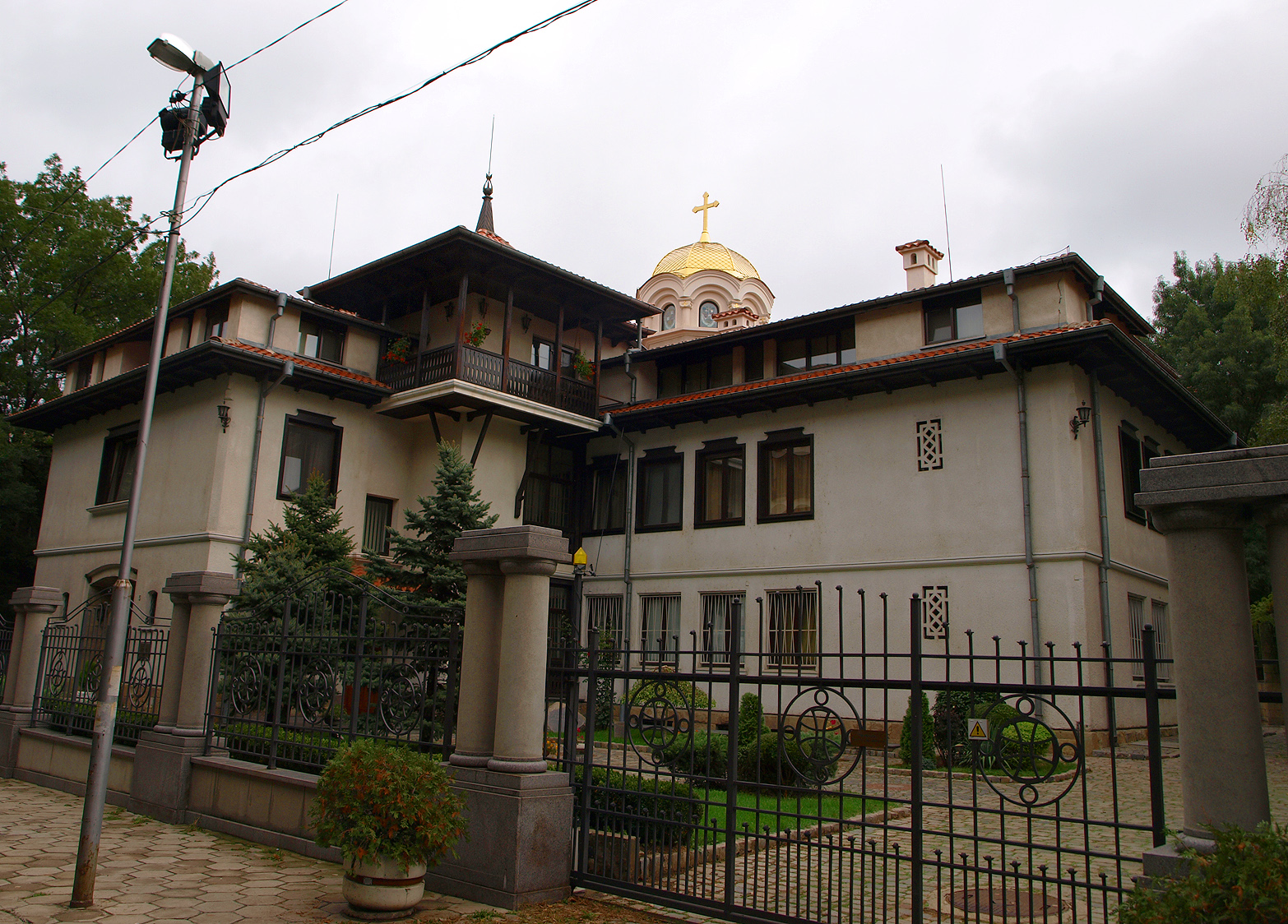
Резиденция главы Болгарской грекокатолической церкви в Софии

В конце 1850-х среди болгар усилилось движение за независимость национальной церкви от Константинополя. Часть духовенства на этой почве выступила за унию с Римом. Возглавлявший сторонников унии архимандрит Иосиф Сокольский 8 апреля 1861 года был посвящён папой Пием IX в епископы и назначен главой Болгарской католической церкви византийского обряда. В этом качестве он был признан и султаном. Церковь быстро росла, число грекокатоликов в Болгарии превысило 60 000 человек, но когда в 1870 году фирманом султана Абдул-Азиза, в частности, в ответ на требования России был учреждён Болгарский экзархат под юрисдикцией Константинополя, который де-факто стал независимой церковной структурой, три четверти болгарских грекокатоликов вернулось в православие. После Русско-турецкой войны 1877—1878 годов и освобождения от турецкого ига в стране сохранилась небольшая греко-католическая община.
В начале XX века влияние Католической церкви в Болгарии резко выросло. Многочисленные монашеские ордена и институции открыли в стране ряд школ, колледжей и госпиталей, строились католические церкви. Князь, а затем царь Болгарии Фердинанд I был сам по рождению католиком и был женат на ревностной католичке Марии-Луизе Бурбон-Пармской, поэтому поддерживал деятельность католических структур. В 1925 году были установлены дипломатические отношения между Болгарией и Святым Престолом, большую роль в подготовке этого события сыграл папский нунций Анджело Ронкалли (будущий папа Иоанн XXIII). В 1911 году в Болгарии насчитывалось 32 тысячи католиков латинского обряда и 9 тысяч — византийского обряда.
После Второй мировой войны коммунисты начали политику преследования Католической церкви в Болгарии. Все католические церкви были закрыты, ценности конфискованы. На «католических процессах», проходивших в 1951—1952 годах 60 католических епископов и священников были осуждены «за шпионаж», четверо из них расстреляны. Расстрелянный епископ Евгений Босилков был беатифицирован в 1995 году. После падения коммунистического режима Католическая церковь в Болгарии получила возможность свободного функционирования. В 1990 году были восстановлены дипломатические отношения со Святым Престолом, в мае 2002 года Болгарию посещал с визитом Папа Иоанн Павел II.

## Структура
Всего в Болгарии существует 2 католические епархии латинского обряда — епархия Никопола и епархия София-Пловдив. Они не объединены в митрополию и обе имеет статус епархии прямого подчинения Святому Престолу. Болгарская грекокатолическая церковь имеет статус апостольского экзархата, центр находится в Софии.
Статистика по епархиям (данные 2006 года):
| Епархия                     | Епархия        | Статус                     | Обряд        | Число католиков | Число священников | Число приходов | Глава          |
| Епархия Никопола            | Никопол, Русе  | Епархия прямого подчинения | Латинский    | 30 000          | 10                | 19             | Петко Христов  |
| Епархия Софии — Пловдива    | София, Пловдив | Епархия прямого подчинения | Латинский    | 34 000          | 21                | 16             | Георги Йовчев  |
| Апостольский экзархат Софии | София          | Апостольский экзархат      | Византийский | 10 000          | 21                | 21             | Христо Пройков |